# Dimităr Petkov (calciatore)
Dimităr Ivanov Petkov (in bulgaro Димитър Иванов Петков?; Blagoevgrad, 24 agosto 1987) è un calciatore bulgaro, centrocampista svincolato.

## Carriera
Ha giocato nella massima serie dei campionati bulgaro, georgiano, cipriota, moldavo e lituano.